# امیل سینکلر
امیل سینکلر (انگلیسی: Emile Sinclair؛ زادهٔ ۲۹ دسامبر ۱۹۸۷ بازیکن فوتبال اهل بریتانیا است.
از باشگاه‌هایی که در آن بازی کرده‌است می‌توان به باشگاه فوتبال بارنزلی، باشگاه فوتبال گایزلی، باشگاه فوتبال ناتینگهام فارست، باشگاه فوتبال نورث‌همپتون تاون، باشگاه فوتبال برنتفورد، باشگاه فوتبال برادفورد سیتی، باشگاه فوتبال پیتربورو یونایتد، باشگاه فوتبال دونکستر راورز، باشگاه فوتبال کراولی تاون، باشگاه فوتبال یورک سیتی، باشگاه فوتبال مکلسفیلد تاون، و باشگاه فوتبال منزفیلد تاون اشاره کرد.